# Alma e Coração (telenovela)
Alma e Coração é uma telenovela portuguesa produzida pela SP Televisão que foi exibida pela SIC de 17 de setembro de 2018 a 11 de outubro de 2019, substituindo Paixão e sendo substituída por Nazaré. É a "25.ª novela" do canal.
Escrita por Pedro Lopes, tem a colaboração de Manuel Moura Marques, Ana Casaca, Catarina Bizarro, Felipa Saraiva, José Pinto Carneiro, Lígia Dias, Marina Preguiça Ribeiro e Marta Pais Lopes como guionistas, a direção de Hugo Xavier, a direção de atores de António Melo e a direção de produção de Francisco Barbosa.
Conta com Cláudia Vieira, Soraia Chaves, Madalena Almeida, José Fidalgo, Ricardo Pereira, Afonso Pimentel e Dânia Neto nos papéis principais.

## Sinopse
| Fases | Fases | Episódios | Episódios | Originalmente exibido   | Originalmente exibido   |
| Fases | Fases | Episódios | Episódios | Estreia da temporada    | Final da temporada      |
| ----- | ----- | --------- | --------- | ----------------------- | ----------------------- |
|       | 1     | 135       | 135       | 17 de setembro de 2018  | 25 de fevereiro de 2019 |
|       | 2     | 82        | 82        | 26 de fevereiro de 2019 | 1 de junho de 2019      |
|       | 3     | 101       | 101       | 3 de junho de 2019      | 11 de outubro de 2019   |

### Primeira fase (2018-2019)
Benedita Almeida, perdeu os pais quando era ainda criança, tendo sido criada pelo avô Albano, uma figura sinistra com quem nunca conseguiu estabelecer uma relação de afeto ou cumplicidade. Mas Benedita sai aos pais e procura ver sempre o lado bom das pessoas. Embora seja naturalmente positiva não é ingénua, o que a faz reagir quando confrontada com a injustiça. E será esse seu sentido do que é certo e errado que a levará à sua perdição.
Ainda jovem, numa viagem de barco que faz pelo Mediterrâneo com os amigos Francisca e Gonçalo, e o namorado André, que tem como profissão levar os iates e veleiros de milionários para os seus destinos de férias, descobre que este está ligado a um grupo de tráfico humano, que usa os barcos para transportar ilegalmente mulheres, iludidas com o sonho de viver na Europa. 
A descoberta de Benedita causa alvoroço no grupo criminoso, mais ainda quando se trata da neta do chefe. Benedita não sonha, mas Albano é o líder da rede criminosa. E é Albano quem dá a ordem para matar a neta quando é informado que ela se vai encontrar com a polícia em Itália para denunciar a situação. 
Mas Benedita sobrevive à tentativa de homicídio. Como os médicos descobrem que está grávida, e o feto é viável, fazem tudo para a manter viva para que possam realizar o parto daí a uns meses. No entanto, e contra as expectativas, Benedita acorda do coma quando rebentam as águas. O facto de ser mãe sem estar preparada, de ter consciência que o ex-namorado conspirou para que morresse e que até o seu avô está contra si, leva-a a criar um plano para desaparecer, incendiando a casa do avô e largando o carro numa ponte da cidade onde vive, desaparecendo do mapa, e assumindo uma nova identidade.
Benedita responde agora pelo nome de Diana. Quando desapareceu encontrou refúgio num circo itinerante. O carácter nómada circense ajudou-a a fugir do Porto e a manter o anonimato essencial à sua “nova” vida. No circo ninguém lhe fez grandes perguntas. De Portugal viajou para outros países, tendo corrido praticamente todo o mundo. Quando a reencontramos, está a tentar regressar ao seu país de origem, mais concretamente a Lisboa, onde arranja trabalho numa escola de artes circenses. Segura de que conseguiu fugir ao passado, Diana não imagina que está muito perto de o reencontrar.
Júlia é uma mulher que há vinte anos foi internada num hospital no Porto para fazer um transplante cardíaco devido a uma degeneração mixomatosa. Na operação, Júlia recebe o coração de Albano, o avô de Diana. Júlia sempre foi uma mulher bondosa, mas desde a operação o seu feitio parece ter-se alterado. A mulher doce e positiva deu lugar a uma pessoa cada vez mais amarga. A sua única preocupação aparenta ser a filha que adotou ilegalmente, e que pensa ser sua filha biológica. Na recuperação que fez no hospital, Júlia cruzou-se com um bebé que havia sido abandonado e que se encontra num lar de acolhimento, e devido a um apelo que não consegue explicar consegue ficar com aquela criança. Esse bebé recém-nascido é Vitória, a filha de André e Diana. Vitória cresce e torna-se uma miúda de sorriso aberto, mas de alma negra. Júlia criou-a à sua imagem, sem grandes escrúpulos nem dilemas morais. Júlia conseguiu tornar Vitória naquilo que Albano queria transformar Diana.
Durante vinte anos, Diana conseguiu manter o seu passado secreto. Tudo o que tinha projetado para o seu futuro, quando era jovem, ficou por concretizar, vivendo um dia de cada vez e ganhando dinheiro apenas para sobreviver. 
Mas, mais uma vez, a sua vida está prestes a mudar quando aceita uma proposta de casamento por conveniência com um cirurgião plástico. E é neste novo ambiente em que se movimenta que se cruza novamente com André, Vitória e Júlia.
Depois de ter fugido do avô que lhe destruiu a vida, Diana reencontra o seu passado e vai recomeçar uma nova luta pela sobrevivência.

### Segunda fase (2019)
Passam-se seis meses desde o rapto de Rodrigo, orquestado por Gonçalo. Todos acreditam que ele está morto, incluindo Diana, que ainda não superou a sua suposta morte. Gonçalo, que foi tentando conquistar Diana no decorrer do tempo, está farto de esperar por ela. Vitória regressa a casa depois de seis meses no hospital, tendo que enfrentar agora um isolamento criado por Júlia para a manter longe de Diana.
Confrontada com o reaparecimento de Rodrigo, a vida de Diana ganha uma nova esperança. Ao mesmo tempo, descobrirá as verdadeiras intenções de Gonçalo e que no passado a violou e drogou-a para não se lembrar, e que dessa violação nasceu a Vitória. Também, descobre que a sua mãe, Sara Pinto, está viva. Mas, com ela, virá também uma verdade cruel sobre o seu avô Albano.
Conseguirá, ainda assim, conquistar o amor de Vitória, que foi manipulada por Gonçalo e Júlia para a fazerem acreditar que Diana a vendeu? E como será a relação com Sara? Irão perceber que têm mais em comum do que aparentam?

### Terceira fase (2019)
Seis meses depois de ser esfaqueada por Sara, e por consequência, ter que sofrer um novo transplante de coração, Júlia sente-se uma mulher diferente. O que outrora havia sido, uma mulher bondosa e gentil, voltou a surgir nela, deixando para trás todo o mal que o coração amaldiçoado de Albano lhe deixou. Ao mesmo tempo, mantém a aliança com Diana e Vitória (e posteriormente, também Rodrigo) para destruir Gonçalo.
Júlia e Diana descobrem que estão grávidas na mesma altura e, o que deveria ser uma noticia feliz para Vitória, tornou-se em algo que a pode deixar vulnerável para um ataque do Gonçalo, por se sentir descartada e em segundo plano pelas suas duas mães. Gonçalo manipula a filha e fá-la crer que será sempre a sua prioridade, prometendo-lhe que conseguirá tudo o que quiser. Então, Vitória trai Diana, Júlia e Rodrigo.
Enquanto que Júlia percebe que nunca poderá recuperar Vitória por a ter criado exatamente dessa mesma maneira: manipuladora e sem escrúpulos, Diana ainda mantém a esperança de conseguir trazer Vitória de volta para o seu lado. Conseguirá ser bem sucedida? Ou irá Vitória ficar ao lado de Gonçalo até ao fim?
Perceberão também que Gonçalo é um mal muito antigo de há vários séculos atrás, que causa o caos e o terror por onde quer que passe e nunca é responsabilizado por tais atos. Sempre com o mesmo aspeto mas com outra identidade, quando morre o seu espírito encarna noutro corpo e volta a nascer, ficando com mais força que a sua vida anterior, permitindo-o assumir sempre a mesma forma. Para não deixar Gonçalo a continuar a sair ileso de tudo o que fez, Diana, Júlia e Rodrigo terão que contar com a ajuda de quem menos esperam para o mal erradicar… de vez.

## Elenco

### Elenco principal
| Ator/Atriz       | Personagem                             | Fase            | Fase            | Fase            |
| Ator/Atriz       | Personagem                             | 1 (2018-19)     | 2 (2019)        | 3 (2019)        |
| ---------------- | -------------------------------------- | --------------- | --------------- | --------------- |
| Cláudia Vieira   | Benedita Pinto Almeida / Diana Almeida | Principal       | Principal       | Principal       |
| Soraia Chaves    | Júlia Neto (Sousa Melo)                | Principal       | Principal       | Principal       |
| Madalena Almeida | Vitória Neto                           | Principal       | Principal       | Principal       |
| José Fidalgo     | Rodrigo Macedo Cotrim                  | Principal       | Principal       | Principal       |
| Afonso Pimentel  | André Frois                            | Principal       | Does not appear | Does not appear |
| Dânia Neto       | Francisca Frois                        | Principal       | Does not appear | Does not appear |
| Ricardo Pereira  | Gonçalo Oliveira                       | Participação    | Principal       | Principal       |
| Ricardo Pereira  | Virgílio Rey                           | Does not appear | Does not appear | Participação    |
| Ricardo Pereira  | Jorg Hoffman                           | Does not appear | Does not appear | Participação    |

### Elenco recorrente
| Ator/Atriz              | Personagem                              | Fase            | Fase            | Fase            |
| Ator/Atriz              | Personagem                              | 1 (2018-19)     | 2 (2019)        | 3 (2019)        |
| ----------------------- | --------------------------------------- | --------------- | --------------- | --------------- |
| Renato Godinho          | João Macedo Cotrim                      | Recorrente      | Recorrente      | Recorrente      |
| Margarida Carpinteiro   | Jacinta Macedo                          | Recorrente      | Recorrente      | Recorrente      |
| Manuel Cavaco           | Nestor Macedo                           | Recorrente      | Recorrente      | Recorrente      |
| Manuela Couto           | Adelaide Macedo                         | Recorrente      | Recorrente      | Recorrente      |
| Sinde Filipe            | Miguel Arriaga                          | Recorrente      | Does not appear | Does not appear |
| Mariana Pacheco         | Maria do Carmo «Carminho» Macedo Cotrim | Recorrente      | Recorrente      | Recorrente      |
| Victoria Guerra         | Marta de Sousa Melo                     | Recorrente      | Recorrente      | Recorrente      |
| Cristóvão Campos        | Gustavo de Sousa Melo                   | Recorrente      | Recorrente      | Recorrente      |
| Rita Lello              | Margarida de Sousa Melo                 | Recorrente      | Recorrente      | Does not appear |
| Alexandre de Sousa      | Fernando de Sousa Melo                  | Recorrente      | Participação    | Does not appear |
| Cristina Homem de Mello | Eduarda Lopes                           | Recorrente      | Recorrente      | Participação    |
| Miguel Damião           | Flávio Lopes                            | Recorrente      | Recorrente      | Participação    |
| Marcantónio Del Carlo   | Paulo Gomes                             | Recorrente      | Does not appear | Does not appear |
| Sandra Barata Belo      | Cecília de Sousa Melo                   | Recorrente      | Recorrente      | Does not appear |
| Carlo Porto             | Luís Carvalhais                         | Recorrente      | Recorrente      | Recorrente      |
| Diana Marquês Guerra    | Vera de Sousa Melo                      | Recorrente      | Recorrente      | Recorrente      |
| Sharam Diniz            | Naomi Andrade                           | Recorrente      | Recorrente      | Recorrente      |
| Vítor Silva Costa       | Nélson Mendes                           | Recorrente      | Recorrente      | Participação    |
| Mafalda Vilhena         | Deolinda Pereira                        | Recorrente      | Recorrente      | Recorrente      |
| Adriano Carvalho        | Raimundo Moura                          | Recorrente      | Recorrente      | Recorrente      |
| Miguel Costa            | Rui Neves                               | Recorrente      | Recorrente      | Recorrente      |
| Cleonise Malulo         | Aida Andrade                            | Recorrente      | Recorrente      | Recorrente      |
| Rui M. Silva            | António Reis                            | Recorrente      | Recorrente      | Recorrente      |
| Sílvia Chiola           | Clara Fernandes                         | Recorrente      | Recorrente      | Recorrente      |
| Diogo Martins           | Alexandre «Alex» Lopes                  | Recorrente      | Recorrente      | Participação    |
| Ioana Hristova          | Leonor de Sousa Melo Carvalhais         | Recorrente      | Recorrente      | Recorrente      |
| João Gadelha            | Celso Pereira Moura                     | Recorrente      | Recorrente      | Recorrente      |
| Valdemar Brito          | Léo Andrade                             | Recorrente      | Recorrente      | Recorrente      |
| Lucas Dutra             | José «Zé» Maria Frois                   | Recorrente      | Adicional       | Adicional       |
| Hélder Agapito          | Martim Martinelli                       | Adicional       | Recorrente      | Recorrente      |
| Cecília Henriques       | Carla Isabel                            | Adicional       | Recorrente      | Recorrente      |
| Débora Monteiro         | Esmeralda Ramirez                       | Adicional       | Adicional       | Recorrente      |
| Luís Gaspar             | Pedro Mascaranhas                       | Does not appear | Adicional       | Recorrente      |
| Mariana Pinheiro        | Sofia Mascaranhas                       | Does not appear | Adicional       | Recorrente      |

### Participações especiais
| Ator/Atriz       | Personagem        | Fase            | Fase            | Fase            |
| Ator/Atriz       | Personagem        | 1 (2018-19)     | 2 (2019)        | 3 (2019)        |
| ---------------- | ----------------- | --------------- | --------------- | --------------- |
| Liliana Santos   | Beatriz Castro    | Participação    | Participação    | Does not appear |
| Marcello Urgeghe | Giácomo Camilleri | Participação    | Does not appear | Does not appear |
| Rui Madeira      | Albano Pinto      | Participação    | Participação    | Does not appear |
| Aurea            | ela mesma         | Participação    | Participação    | Does not appear |
| João Catarré     | Jaime             | Does not appear | Participação    | Does not appear |
| Rita Blanco      | Sara Pinto        | Does not appear | Participação    | Participação    |
| Júlio César      | Diogo Lemos       | Does not appear | Participação    | Does not appear |

### Elenco adicional
| Ator/Atriz              | Personagem           |
| ----------------------- | -------------------- |
| Alexander William Smith | Galerista            |
| Igor do Vale            | Carlos Silva         |
| Alexandre Jorge         | Tiago Veiga          |
| Igor Regalla            | Lucas Monteiro       |
| Patrícia Candoso        | Alice                |
| Vítor de Almeida        | Carlos Alves         |
| Joana França            | Daniela              |
| Jacira Araujo           | Ana                  |
| Gonçalo Cabral          | Gil                  |
| Bernardo Faria          | Salvador             |
| Marco Mendonça          | Renato               |
| João Loy                | Funcionário do Circo |
| Rui Oliveira            | Américo Almeida      |
| Carlos Areia            | Vítor                |
| Miguel Monteiro         | Padre                |
| Ângela Pinto            | Irmã Gabriela        |
| Marta Fernandes         | Cecília              |
| Jorge Albuquerque       | Telmo                |
| Lourenço Seruya         | Ricardo              |
| Gonçalo Oliveira        | Henrique             |
| Mário Spencer           | Raul                 |
| Chiuzo Hayz             | Ricardo              |
| Alberto Magassela       | Paul                 |

## Produção
A novela teve o título provisório "O Peso da Alma".
As gravações decorreram nos estúdios da SP Televisão e nas cidades de Oeiras, Lisboa, Cova da Moura, Porto e Portofino. As cenas da história passadas em Marrocos foram gravadas em Belas, Sintra, devido a contenção de custos da produção. Foram gravados 351 episódios de produção.

## Exibição
Alma e Coração estreou na 1.ª faixa de novelas a 17 de setembro de 2018, em substituição de Paixão. Foi transferida para a 2.ª faixa com a estreia de Golpe de Sorte a 27 de maio de 2019, onde ficou até ao seu fim, a 13 de outubro do mesmo ano, com 318 episódios de exibição, sendo substituída por Nazaré.

### Transmissão na OPTO
Com o lançamento da OPTO, a plataforma de streaming da SIC, a 24 de novembro de 2020, a novela foi disponibilizada com os seus 351 episódios de produção.

## Audiências
"Alma e Coração" estreou a 17 de setembro de 2018 com 13.3 de audiência e 28.6% de share, com cerca de 1 milhão e 290 mil espectadores, na liderança, com um pico de 13.9 de audiência e 30.2% de share, sendo o programa mais visto do dia.
No segundo episódio, a trama de Pedro Lopes rendeu à SIC uma audiência média de 11.8 e 25.5% de quota média de mercado, em termos médios, 1 milhão e 144 mil espectadores estiveram com o segundo episódio da novela de Carnaxide.
Ao terceiro episódio "Alma e Coração" divide a liderança com um dos últimos episódios de "A Herdeira". Na média geral a história da SIC alcança 11.3 de rating o que correspondeu a 23.8% de share, com um pico de 12.5 / 26.8%.
A 24 de setembro de 2018 (7º episódio), "Alma e Coração" regista 9.9 / 21.4%, na vice-liderança, impulsionada pela final da novela "Paixão" (11.2 / 29.3%).
No último episódio de "A Herdeira", "Alma e Coração" baixa atingindo 7.4 / 18.5% na vice-liderança.
Com a estreia da sua nova rival "Valor da Vida", a novela da SIC apresenta o seu pior resultado de sempre, com 5.8 / 12.3%, na vice-liderança.
A 28 de novembro de 2018, "Alma e Coração" consegue melhor valor exceto estreia, na liderança, ganhando terreno frente a "A Teia" da TVI, com 11.8 / 25.6%.
A 18 de dezembro de 2018, a SIC transmite o episódio em que Fernando pede Júlia em casamento. Este liderou as audiências com 10.5 de audiência média e 22.3% de share, garantindo 1 milhão e 19 mil espectadores fidelizados. O pico de audiência foi às 22h14 quando a história de Pedro Lopes marcava 11.2/23.6%.
A 31 de janeiro de 2019, “Alma e Coração” bate melhor valor do ano registando 11.1 de audiência média e 23.1% de share. A novela da SIC fidelizou uma média de 1 milhão e 74 mil espectadores, na liderança.
A 12 de fevereiro de 2019, "Alma e Coração" bate novo recorde do ano registando 11.2 de audiência media e 23.2% de share. Em media foram 1 milhão e 89 mil espectadores que viram este episódio, desta vez na vice-liderança. O pico de audiência foi as 22h30 quando marcava 12.0/26.0%.
A 27 de maio de 2019, a novela passa para segundo horário no horário nobre começando na liderança das audiências registando 8.6 de audiência media e 24.4% de share. Foram 830 mil espectadores que viram este episódio.
No dia a seguir a 28 de maio de 2019, "Alma e Coração" bate recorde de share e regista 9.2 de audiência media e 25.9% de share. Foram 890 mil espectadores que viram o episódio, na liderança.
A 13 de setembro de 2019, “Alma e Coração” bate novo recorde de share, fixou-se nos 9.6 de audiência e 26.9% de share com cerca de 913 mil espectadores em média.
A 11 de outubro de 2019, foi exibido o seu último episódio alcançando o melhor valor do ano, com início pelas 23h02, marcando 11.0/28.9% com 1 milhão e 42 mil espectadores ligados na SIC. Às 23h20 o episódio teve o seu pico de audiência onde se sintonizaram 1 milhão e 88 mil espectadores (11.5 de rating). Já o pico de share ocorreu às 23h33 onde bateu nos 31.3% de share. “Alma e Coração” liderou de forma absoluta sendo o 5º programa mais visto do dia.
| Média | Média     | Episódios transmitidos | Rating | Share | Ref.   |
| ----- | --------- | ---------------------- | ------ | ----- | ------ |
| 2018  | Setembro  | 13 episódios           | 9.6    | 21.4% | ...    |
| 2018  | Outubro   | 27 episódios           | 9.6    | 21.0% | ...    |
| 2018  | Novembro  | 26 episódios           | 9.7    | 20.8% | ...    |
| 2018  | Dezembro  | 22 episódios           | 9.6    | 21.0% | ...    |
| 2019  | Janeiro   | 26 episódios           | 9.6    | 20.3% | ...    |
| 2019  | Fevereiro | 24 episódios           | 9.8    | 21.3% | ...    |
| 2019  | Março     | 25 episódios           | 9.2    | 20.1% | [ 20 ] |
| 2019  | Abril     | 26 episódios           | 9.3    | 22.1% | [ 21 ] |
| 2019  | Maio      | 27 episódios           | 8.8    | 20.7% | ...    |
| 2019  | Junho     | 25 episódios           | 8.6    | 23.2% | ...    |
| 2019  | Julho     | 24 episódios           | 8.7    | 25.4% | [ 22 ] |
| 2019  | Agosto    | 22 episódios           | 8.7    | 22.4% | [ 23 ] |
| 2019  | Setembro  | 22 episódios           | 8.8    | 27.1% | [ 24 ] |
| 2019  | Outubro   | 9 episódios            | 9.1    | 25.2% | [ 25 ] |
| Total | Total     | 318 episódios          | 9.2    | 22.3% |        |

## Projetos derivados

### Lua de Mel
No âmbito do anúncio das celebrações dos 30 anos da SIC, foi revelada a existência de um spin-off em formato novela que para além de contar com personagens novas e de raiz, contaria também com personagens marcantes de telenovelas anteriores do mesmo canal, intitulada com o mesmo nome da editora da novela, Lua de Mel, devido ao foco da história se encontrar na editora. Vindo diretamente desta novela para a Lua de Mel, veio Miguel Costa com a sua respetiva personagem Rui Neves para uma participação especial.

## Prémios e indicações
| Ano  | Prémio                                             | Categoria                    | Por            | Resultado |
| ---- | -------------------------------------------------- | ---------------------------- | -------------- | --------- |
| 2019 | 20ª WORLD MEDIA FESTIVAL                           | Telenovela                   | Alma e Coração | Venceu    |
| 2019 | 40º BANFF WORLD MEDIA FESTIVAL – The Rockie Awards | Serials, Soaps & Telenovelas | Alma e Coração | Indicado  |